# Escorta
|  | Per a altres significats, vegeu «Escorta (bàsquet)». |

|  | Per a altres significats, vegeu «Escorta (Peloponès)». |

Un  escorta o guardaespatlles és el professional de la seguretat, pública o privada, especialitzat en la protecció de persones concretes durant els seus desplaçaments i al llarg del dia i, a vegades, també de la nit. El seu objectiu és evitar les agressions de terceres persones i, fins i tot, rebre-les en lloc de la persona protegida. Els professionals acostumen a ser membres de les policies públiques o treballen per empreses de seguretat privada. A més de la formació bàsica han de realitzar un curs i un examen de capacitació. A la policia catalana l'organisme especialista en aquest camp és l'Àrea d'Escortes.
A vegades passa el cas d'escortes que treballen de manera no professional i no habilitada, essent contractats directament per un particular perquè l'acompanya. Legalment no poden portar armes ni exercir funcions pròpies d'un escorta. En aquests casos popularment se'ls anomena goril·les.
En altres casos i situacions també s'anomena escorta, generalment, al conjunt de persones, vehicles, vaixells o avions que exercixen conjuntament la missió d'escortar alguna cosa o algú durant un trajecte.